# Sanigrado
Sanigrado (in sloveno Zanigrad) è un insediamento disabitato del comune sloveno di Capodistria, situato nell'entroterra dell'Istria settentrionale.
Uno sterrato, che parte da Villadolo, a fianco della chiesa e con deviazione a sinistra, al primo bivio conduce a Sanigrado, vicino a Sasseto. Fu l'antica sede di un castelliere. Chi percorre questo ripido sterrato su un territorio ora carsico ora arenario, dissestato a tal punto da consigliare di proseguire a piedi o con un fuoristrada, è ricompensato dalla vista panoramica dell'alta valle del Risano sia dall'incantevole visione che si apre arrivando in cima. Dietro il colle ci sono le poche case sparpagliate di Sanigrado.
In cima al colle, dopo l'impegnativo sterrato, si trovano un belvedere, la chiesa tardo romanica di  Santo Stefano e il suo minuscolo cimitero con bellissime querce e dignitose lapidi marmoree circondato da un muricciolo. La chiesetta, ben tenuta, con il tetto in lastre di pietra, è volta a ovest verso il mare e domina tutta la valle coltivata, con il Tabor di Cristoglie nel fondovalle, Còvedo a sinistra fra i verdi colli e Popecchio e la sua torre a destra come su un nido d'aquila. Il campanile posto a sinistra della facciata, com'era uso in questa zona, ha una porticina da cui si vede l'interno. Da una vecchia scala di rovere si sale alla campana. Sopra la porta del campanile c'è un'iscrizione latina non del tutto decifrabile ma s'intravede l'anno della riedificazione, il 1521, sul perimetro di una chiesa più antica. L'interno è ricco di affreschi degli inizi del Quattrocento che rispecchiano le influenze artistiche dell'Italia settentrionale. Vi sono dipinte scene della Passione, il viaggio e i doni dei Re Magi, il Giudizio Universale, S. Giorgio e S. Domenico. La chiesetta dipendeva dalla pieve di Lonche. Intorno alla chiesa, le basse mura e le tracce di fondamenta fanno ritenere che possano essere appartenute a un antico castello sarmiano, anche considerata l'antica toponomastica del luogo. Non avendo notizie precise si può ritenere che questo sia stato un semplice Tabor dove si rifugiavano i contadini durante le incursioni turche cercando la protezione dei santi. Il nome Sanigrado in sloveno significa "ultimo castello" e fu chiamato  Svanigrad, Xanigrad, anche  Castel Sarnian e  Castel Sarnio; per gli sloveni è Zanigrad. Nelle campagne desolate di Sanigrado, nel IX secolo, furono stanziate alcune famiglie slave alle dipendenze del duca d'Istria Giovanni.
Esistono alcune leggende medioevali su Sanigrado: una racconta di un colle su cui sarebbe sepolto un antico re con il suo tesoro. Un'altra riguarda l'impronta di un ferro di cavallo, celata nella chiesa, dove sarebbe stato sepolto un altro tesoro. Effettivamente le leggende hanno qualche fondamento, infatti qui sono state rinvenute monete auree della zecca di Aquileia del tempo dei Patriarchi.
Nel paese, un tempo fortificato, si trovano solo poche case sparse, tutte in pietra nuda calcarea, fra le quali circolano liberamente animali da cortile. Dal XV secolo fu possesso di nobili famiglie capodistriane. Poco lontano dalle case, sulla parete del crinale sottostante, ci sono diverse caverne che vennero usate come rifugi sia in epoca preistorica sia nel Medioevo. La località dove si trovano queste grotte si chiama  Sterclevizza. Anche a Sanigrado c'è il caratteristico segnale rotondo bianco e rosso che indica il sentiero a piedi che da Cristoglie porta a Popecchio e poi al Taiano. Il paesaggio arcadico è qualcosa di particolare e raro da trovare in quest'epoca di automobili e motorini. Qui regna una pace difficile da descrivere.